# Superman, Spiderman sau Batman
Superman, Spiderman sau Batman este un film românesc din 2011 regizat de Tudor Giurgiu. Rolurile principale au fost interpretate de actorii Bogdan Szolt, Aaron Șerban.

## Distribuție
Distribuția filmului este alcătuită din:
- Ovidiu Crișan
- Bogdán Zsolt — Tatăl
- Cornel Răileanu
- Adriana Băilescu
- Maria Seleș
- Aaron Șerban — Aaron
- Elena Ivanca